# Brynhildr in the Darkness
Brynhildr in the Darkness (jap. 極黒のブリュンヒルデ, Gokukoku no Buryunhirude, dt. „pechschwarze Brynhildr“) ist ein Manga von Lynn Okamoto, der auch als Anime adaptiert wurde.
Der Manga, der thematisch Okamotos bekanntestem Werk Elfen Lied ähnelt, erscheint seit 2012. In ihm geht es um den Elftklässler Ryōta, welcher mehreren Mädchen mit magischen Kräften hilft zu überleben. Er lässt sich in die Genres Dark Fantasy und Science Fiction (Science Fantasy) einordnen.

## Handlung
Ryōtas Kindheitsfreundin Kuroneko glaubte an Aliens. Als sie ihm zeigen wollte, wo sie welche gesehen hat, kommt sie auf tragische Weise ums Leben. Seit diesem Tag will Ryōta beweisen, dass es Aliens gibt. Eines Tages wechselt eine Schülerin namens Neko Kuroha in seine Klasse. Nicht nur ihr Name, sondern auch ihr Aussehen erinnern Ryōta an Kuroneko. Sie betrachtet ihn hingegen als Fremden und meint, sich an nichts erinnern zu können. Als Neko Ryōta später das Leben rettet erfährt er, dass sie in einem Labor Experimente über sich hat ergehen lassen und seitdem eine gewisse „Zerstörungsmagie“ beherrscht. Als Zeichen ihrer Art besitzt sie am Hals einen Harnest (ハーネスト, hānesuto, „ihr Nest“). Sie ist kürzlich aus dem Labor ausgebrochen und befindet sich auf der Flucht. 
Am nächsten Tag sucht Ryōta ihr Haus auf und stößt in abgelegenen Ruinen auf Kana Tachibana, ebenfalls eine Flüchtige aus dem besagten Labor. Sie ist körperlich gelähmt und kann die Zukunft vorhersagen. Als Neko, nachdem sie einen Tag mit vielen Bandagen versehen in der Schule auftritt, nicht in der Schule erscheint, besucht Ryōta sie wieder. Neko liegt blutüberströmt in ihrer Behausung und er erfährt, dass sie zum Überleben täglich ein spezielles Medikament einnehmen muss. Da ihr Vorrat sehr begrenzt ist, hat sie versucht mehrere Tage mit einer Pille zu überleben, mit diesen Folgen.
Unterdessen versucht das Labor unter der Führung von Chisato Ichijiku die entflohenen Versuchspersonen, die sie als „Hexen“ bezeichnen, wieder einzufangen. Als Nekos Behausung abbrennt, verlieren die beiden flüchtigen Hexen ihren Pillenvorrat und beschließen in die Herstellerfabrik einzudringen und Pillen zu stehlen. Dazu holen sie sich Hilfe von Kazumi Schlierenzauer, die die Sicherheitssysteme manipulieren kann. Das Labor hat eine weitere Hexe namens Saori auf die Flüchtlinge angesetzt. An ihrem Harnest befindet sich ein Sensor, welcher den Auswurfknopf betätigen kann. Nachdem Neko und Ryōta ihre Widersacherin besiegt haben, wird der Sensor aktiviert, wodurch Saori stirbt. Dabei kommt eine kleine Kreatur (Alien) zum Vorschein, welche im Harnest lebt. Nachdem Ryōta diese zertreten hat, machen sich beide wieder mit ein paar Pillen auf dem Heimweg und werden in der Sternwarte von Kazumi und Kana erwartet. Des Weiteren erhält Ryōta ein Terminal und eine Kapsel mit einem Alien-Embryo.
Wenig später meldet sich eine neue Schülerin, Kotori Takatori, für den Astronomiekurs an. Sie finden heraus, dass auch sie eine Flüchtige ist und Teleportationsfähigkeiten besitzt. Gemeinsam bezwingen sie eine weitere, wesentlich stärkere Hexe aus dem Labor. Daraufhin beschließt Ryōta, seinen Onkel einzuweihen. Kogorō Hashiratani hat an der ansässigen Universität als Professor den Lehrstuhl für Biochemie inne. Dieser versucht sofort die Pillen zu duplizieren, da die Vorräte der Mädchen binnen eines Monats aufgebraucht sein werden. Bei der Analyse stellt er jedoch fest, dass der Vorgang ein halbes Jahr in Anspruch nehmen wird.
Als sich Ryōta und Kazumi in einem belebten Stadtviertel aufhalten, aktiviert er das Terminal, welches eine Karte mit einer Markierung offenbart. Sie finden den Ort und Ryōta untersucht ihn. In der Zwischenzeit versucht das Labor weiterhin alle Flüchtlinge wieder einzufangen. Sie setzen einen Angestellten und Nanami Tokō, ein Mädchen mit der Fähigkeit Gedanken zu kontrollieren, auf die Truppe um Neko an. Als Nanami sie aufgespürt hat, kommt es zum Kampf. Da Nanami frühzeitig erkennt, dass er sinnlos ist, endet er ohne Verluste. Auch bei ihr wird kurze Zeit später der Harnest mittels einer Fernsteuerung vom Angestellten ausgeworfen und sie stirbt.
Die Organisation des Labors kann sich angesichts der Fehlschläge keine weiteren Niederlagen leisten und schickt die stärkste Waffe – eine Walküre – mitsamt einer Truppe weiterer gehorsamer Hexen in die Region. Dort angekommen entledigt sich die Walküre, Mako Fujisaki, ihrer Aufpasser. Ein Mädchen mit Regenerationsfähigkeiten, Hatsuna Wakabayashi, überlebt den Angriff der Walküre und macht sich auf den Weg zur Sternwarte, um die Flüchtlinge zu warnen.
Ryōta trifft sich erneut mit seinem Onkel, der ihm mitteilt, dass er bei der Analyse der Pillen Parallelen zu einer Forschungsarbeit eines ehemaligen Kollegen, Chisato Ichijiku, herausgefunden hat und die Pillen binnen eines Monats herstellen kann. Da der Pillenvorrat der Mädchen nur noch eine Woche ausreichen wird, ist die Stimmung in der Truppe sehr betrübt. Kurz darauf treffen die Walküre und Chisato in der Sternwarte ein. Ryōta aktiviert heimlich das Terminal, in der Hoffnung der eingebaute GPS-Sender würde ihre Position verraten und jemanden zu ihnen führen. Im Kampf stellt sich heraus, dass das Labor nur Kotori interessiert und die Walküre die ältere Schwester von Neko ist. Als der Kampf für die Mädchen aussichtslos erscheint, erscheinen die „Hexenjäger“. Dennoch gelingt es Chisato mit der Walküre und Kotori zu fliehen.
Die Hexenjäger sind eine Organisation, die sich gegen das Labor auflehnt. Von ihnen erfährt Ryōta, dass die Drasil im Harnest zu einem Grane (グラーネ) heranwachsen und nach dem Schlüpfen den Wirtkörper verschlingen und sich ausschließlich von menschlichem Fleisch ernähren. Kotori beherbergt einen speziellen Grane in ihrem Harnest. Chisato hat diesen mit dem Hirn seiner verstorbenen Schwester Rena gefüttert in der Hoffnung, dass ihr Bewusstsein den Körper übernimmt. Des Weiteren soll der Grane nach dem Schlüpfen das Ain Soph Aur (Über das Leben herrschende Licht) freisetzen, welches die Zellen aller Lebewesen schmelzen lässt. Als der Grane schlüpft und das Licht sich über den Erdball ausbreitet, betätigt Kotori selbst den Auswurfknopf an ihrem Harnest. Als Chisato und die Walküre auf Neko, Ryōta und die Hexenjäger treffen, kommt es zum entscheidenden Kampf. Neko betätigt ihren dritten Knopf am Harnest und ist der Walküre nun ebenbürtig. Im weiteren Kampf opfert sich Chisato für die Walküre, welche in einem darauf folgenden Vergeltungsschlag mittels Antimaterie alle töten will. Neko kann ihren Angriff mit einem Schwarzen Loch kontern und überlebt selbst unverletzt. Dabei verliert sie abermals ihre Erinnerungen. Zur selben Zeit spricht Kogorō auf Ryōtas Anrufbeantworter und teilt mit, dass sie erhebliche Fortschritte bei der Synthese der Pillen gemacht haben.

## Veröffentlichungen

### Manga
Der Manga wurde von Lynn Okamoto geschrieben und illustriert und erschien in Shūeishas Manga-Magazin Young Jump zwischen Ausgabe 9/2012 vom 26. Januar 2012 und Ausgabe 18/2016 am 31. März 2016. Die Kapitel wurden in 18 Sammelbände zusammengefasst.
Eine deutsche Übersetzung erschien bei Tokyopop in ebenfalls 18 Bänden.

### Anime
Der Anime wurde von Studio Arms unter der Regie von Ken’ichi Imaizumi animiert. Die Erstausstrahlung erfolgte wöchentlich vom 6. April bis 29. Juni 2014 auf Tokyo MX, sowie mit bis zu wenigen Tagen Versatz auch auf Yomiuri TV, Chūkyō TV und BS11. Die ersten 10 Folgen umfassen dabei die ersten 42 Kapitel des Manga und die Folgen 11 bis 13 die Kapitel 58 bis 100. Die Serie erschien am 30. Juli und 24. September 2014 auf zwei DVDs bzw. Blu-rays.
Am 15. Juni 2014 wurde eine Original Video Animation (OVA) angekündigt, die handlungsmäßig zwischen Folge 11 und 12 angesiedelt ist und auf der zweiten DVD/Blu-ray enthalten war.
Crunchyroll streamte eine englisch untertitelte Fassung als Simulcast in Nord- und Südamerika, dem Vereinigten Königreich und Irland, Australien, Neuseeland, Südafrika, den Niederlanden, der Türkei und Skandinavien. In Nordamerika wird die Serie von Sentai Filmworks auf Blu-ray vertrieben.
Auf der AnimagiC 2016 gab der Publisher Kazé Deutschland bekannt, dass die Anime-Adaption in Deutschland auf Disk erscheinen wird.
Von Ende Juni bis Anfang August 2020 hat der Fernsehsender Pro7Maxx den Anime im deutschen Free-TV ausgestrahlt.

#### Synchronisation
| Rolle                 | japanischer Sprecher (Seiyū) |
| --------------------- | ---------------------------- |
| Neko Kuroha           | Risa Taneda                  |
| Ryōta Murakami        | Ryōta Ōsaka                  |
| Kana Tachibana        | Aya Suzaki                   |
| Kotori Takatori       | Azusa Tadokoro               |
| Chisato Ichijiku      | Hiroki Touchi                |
| Kazumi Schlierenzauer | M.A.O.                       |
| Mako Fujisaki         | Mamiko Noto                  |
| Nanami Tokō           | Manami Numakura              |
| Saori                 | Sayuri Yahagi                |
| Kurofuku              | Tatsuhisa Suzuki             |
| Hatsuna Wakabayashi   | Yumi Uchiyama                |
| Kikako                | Yū Hamagashira               |

#### Musik
Den Soundtrack zum Anime schrieb Nao Tokisawa. Das Thema des Anime Brynhildr in the Darkness wird als Variation -Ver. EJECTED- im Vorspann bis Episode 10 und in der OVA verwendet, danach der Titel Virture and Vice von Fear, and Loathing in Las Vegas aus dem Album Phase 2. Den Abspann bildet der Titel Ichiban Boshi (いちばん星, „der erste Stern“), welcher von keity.pop geschrieben, von Yasunori Mochizuki komponiert und von den Hauptfiguren Neko, Kana, Kazumi und Kotori gesungen wurde.

### Roman
Basierend auf dem Manga schrieb Makoto Narukami einen Roman unter dem Titel Gokukoku no Brynhildr: The Moment (ISBN 978-4-08-703313-7), der am 18. April 2014 bei Shūeisha erschien. Dieser besteht aus fünf Kurzgeschichten, die Nebenhandlungen darstellen.